# Rhamphidoiulus bujukderensis
Rhamphidoiulus bujukderensis är en mångfotingart som beskrevs av Carl Graf Attems 1905. Rhamphidoiulus bujukderensis ingår i släktet Rhamphidoiulus och familjen kejsardubbelfotingar. Inga underarter finns listade i Catalogue of Life.